# En el gran circo
En el gran circo es una película de Argentina filmada en Eastmancolor dirigida por Fernando Siro según el guion de Norberto Aroldi que se estrenó el 11 de julio de 1974 y que tuvo como actores principales a Ismael Echeverría, Laura Bove, Víctor Hugo Vieyra y Dolores De Cicco. El futuro director de cine Aníbal Di Salvo fue el director de fotografía.

## Sinopsis
El hijo de una joven viuda y un muchacho torpe que trabaja en un circo  se hacen amigos y tienen una aventura con delincuentes.

## Reparto
- Ismael Echeverría … Rufino Mangiapane
- Laura Bove … Alicia
- Víctor Hugo Vieyra … Aníbal
- Dolores De Cicco - Elena
- Nelly Beltrán … Encarnación, madrina
- Maurice Jouvet … Molina
- Pepita Muñoz ... Doña Lola
- Marcelo José - Marcelito
- Ovidio Fuentes … Pedro Antúnez, chofer
- Víctor Fassari
- Ernesto Juliano

## Comentarios
Noticias escribió:

”La realización es mucho más cuidada que otras del género. La comedia que busca la sonrisa y, a veces, la consigue. Mucho folletín y poco circo. … Las situaciones planteadas, pobres desde el comienzo, pierden aún más frente a ese convencionalismo que todo lo marca y todo lo limita.”

Mayoría dijo:

”… Un actor mal aprovechado.”

Manrupe y Portela escriben:

”Extraña cruza de actores para un film correcto dentro de su simpleza, con el fugaz estrellato de “El Tehuelche”.”